# Grand Prix de la ville de Zottegem 2013
La 78e édition du Grand Prix de la ville de Zottegem a eu lieu le 20 août 2013 L'épreuve fait partie de l'UCI Europe Tour 2013 en catégorie 1.1.

## Présentation

### Équipes
Classé en catégorie 1.1 de l'UCI Europe Tour, le Grand Prix de la ville de Zottegem est par conséquent ouvert aux UCI ProTeams dans la limite de 50 % des équipes participantes, aux équipes continentales professionnelles, aux équipes continentales et à une équipe nationale belge.
| Nom de l'équipe | Pays     | Code |
| --------------- | -------- | ---- |
| Lotto-Belisol   | Belgique | LTB  |
| Vacansoleil-DCM | Pays-Bas | VCD  |

| Nom de l'équipe                | Pays        | Code |
| ------------------------------ | ----------- | ---- |
| An Post-ChainReaction          | Belgique    | SKT  |
| Colba-Superano Ham             | Belgique    | CMD  |
| De Rijke-Shanks                | Pays-Bas    | RIJ  |
| Doltcini-Flanders              | Belgique    | DOL  |
| Koga                           | Pays-Bas    | KOG  |
| Madison Genesis                | Royaume-Uni | MGT  |
| Metec-TKH Continental          | Pays-Bas    | MET  |
| Nutrixxion Abus                | Allemagne   | TSP  |
| Rabobank Development           | Pays-Bas    | RB3  |
| Start-Trigon                   | Paraguay    | STF  |
| T.Palm-Pôle Continental Wallon | Belgique    | PCW  |
| Concordia Forsikring-Riwal     | Danemark    | VPC  |
| Differdange-Losch              | Luxembourg  | CCD  |
| NSP-Ghsot                      | Allemagne   | NSP  |
| 3M                             | Belgique    | MMM  |
| To Win-Josan                   | Belgique    | TWJ  |
| Verandas Willems               | Belgique    | WIL  |
| Wallonie-Bruxelles             | Belgique    | WBC  |

| Nom de l'équipe             | Pays      | Code |
| --------------------------- | --------- | ---- |
| Accent Jobs-Wanty           | Belgique  | AJW  |
| Crelan-Euphony              | Belgique  | CRE  |
| NetApp-Endura               | Allemagne | NTP  |
| Topsport Vlaanderen-Baloise | Belgique  | TSV  |

## Classement final
|    | Coureur              | Équipe                      |    | Temps           |
| -- | -------------------- | --------------------------- | -- | --------------- |
| 1  | Blaž Jarc            | NetApp-Endura               | en | 4 h 05 min 16 s |
| 2  | Boris Dron           | Wallonie-Bruxelles          | +  | 5 s             |
| 3  | Wouter Mol           | Vacansoleil-DCM             |    | 7 s             |
| 4  | Pieter Vanspeybrouck | Topsport Vlaanderen-Baloise |    | 7 s             |
| 5  | Marco Marcato        | Vacansoleil-DCM             |    | 7 s             |
| 6  | Grischa Janorschke   | Nutrixxion Abus             |    | 7 s             |
| 7  | Fréderique Robert    | Lotto-Belisol               |    | 7 s             |
| 8  | Stefan van Dijk      | Accent Jobs-Wanty           |    | 7 s             |
| 9  | Jonas Schmeiser      | NSP-Ghost                   |    | 7 s             |
| 10 | Roger Kluge          | NetApp-Endura               |    | 7 s             |